# (95867) 2003 GO23
(95867) 2003 GO23 es un asteroide perteneciente al cinturón de asteroides, descubierto el 4 de abril de 2003 por el equipo del Lowell Observatory Near-Earth-Object Search desde la Estación Anderson Mesa (condado de Coconino, cerca de Flagstaff, Arizona, Estados Unidos).

## Designación y nombre
Designado provisionalmente como 2003 GO23. 

## Características orbitales
2003 GO23 está situado a una distancia media del Sol de 2,697 ua, pudiendo alejarse hasta 3,374 ua y acercarse hasta 2,019 ua. Su excentricidad es 0,251 y la inclinación orbital 3,859 grados. Emplea 1617,66 días en completar una órbita alrededor del Sol.
Los próximos acercamientos a la órbita de Júpiter ocurrirán el 16 de junio de 2036, el 11 de agosto de 2121 y el 7 de diciembre de 2156.

## Características físicas
La magnitud absoluta de 2003 GO23 es 15,77. Tiene 5,183 km de diámetro. Su albedo se estima en 0,041.